# Robbie Deans
Robert Maxwell Deans (Cheviot, 4 de septiembre de 1959) es un exrugbista y entrenador neozelandés que se desempeñaba como fullback. Fue internacional con los All Blacks en los años 1980 y actualmente entrena a los Saitama Wild Knights de la Japan Rugby League One.

## Biografía
Su hermano fue Bruce Deans, también un All Black y campeón del mundo, y su tío abuelo fue Bob Deans; otro All Black de los años 1900.
Asistió a la Christ's College, una destacada secundaria internado en Christchurch, donde sobresalió jugando al críquet y principalmente en el rugby como apertura.

## Carrera
Debutó con Canterbury, una selección del National Provincial Championship, en 1979 y jugó como fullback porque el equipo ya tenía a Wayne Smith como apertura. No obstante, Deans fue el pateador titular hasta su retiro en 1990 y anotó 1.641 puntos en sus 146 partidos jugados. Con el equipo ganó el National Provincial Championship 1983, defendió el Escudo Ranfurly en el reinado más largo de su historia (1982–1985) y el South Pacific Championship 1986; para integrar uno de los clubes más poderosos de los años 1980.
También jugó en el Football Club de Grenoble Rugby de Francia en la temporada 1983–84, aceptando una invitación del equipo.

## Selección nacional
En 1983 Bryce Rope lo convocó a los All Blacks para enfrentar a Escocia y debutó como titular. Fue empate y en la siguiente prueba, Deans nuevamente titular, los de negro cayeron ante Inglaterra para finalizar una de las peores giras en la historia del seleccionado.
También jugó 14 partidos de preparación (aquellos contra regiones, combinados o clubes) y anotó en ellos 202 puntos. En 1986 integró a los vergonzosos New Zealand Cavaliers, un seleccionado no oficial para evitar las prohibiciones al apartheid y partió de gira a Sudáfrica. Deans, al igual que todos sus compañeros, fue suspendido por la New Zealand Rugby y jamás regresó al seleccionado.

## Entrenador
En 1997 fue nombrado entrenador en jefe de Canterbury y tuvo a Steve Hansen como su asistente. La temporada fue todo un éxito, con Canterbury venciendo al poderoso Auckland por primera vez en 14 años y luego ganando el título. Al año siguiente Wayne Smith lo nombró su asistente en los Crusaders, una de las franquicias neozelandesas del Súper Rugby y ganaron su primer título. La hazaña se repitió el año siguiente y por ella Wayne Smith fue elegido nuevo entrenador de los All Blacks.

### Crusaders
Asumió el frente del equipo para la temporada 2000 y los dirigió a su tercer título consecutivo, mientras con Canterbury ganó el Escudo Ranfurly (lo retuvieron hasta 2003) y alcanzó la final del NPC; sin embargo, la perdieron contra los Wellington Lions 34-29.
Entrenó a la franquicia hasta 2008 y la hizo ganar cinco títulos, más que cualquier otro técnico (incluso Scott Robertson), por lo que aún hoy es su máximo ídolo.

### Asistente de Nueva Zelanda
En 2001 cuando John Mitchell se convirtió en técnico de los All Blacks, reemplazando a Wayne Smith, nombró a Deans como su asistente. Ocupó el cargo hasta que Mitchell fue despedido tras el tercer puesto en la copa mundial de Australia 2003 y ganaron dos veces de The Rugby Championship.

### Australia
En diciembre de 2007 Rugby Australia lo anunció como nuevo entrenador de los Wallabies, convirtiéndose en el primer extranjero. El contrato inicial era por cuatro años hasta la Copa Mundial de Nueva Zelanda 2011, pero tras los buenos resultados fue renovado al concluirse.
Poco después, Deans publicó una declaración en el sitio web oficial de los Crusaders: «Estoy listo para entrenar internacionalmente. Después de servir durante once años como entrenador de Super rugby aquí, siento que no puedo permitirme renunciar a la posición que se me ofreció en Australia. Es a la vez halagador y humillante que la Unión Australiana me haya brindado esta oportunidad. Si bien sin duda será una posición interesante para estar, entrenar contra Nueva Zelanda; no es sin precedentes, y se sumará a mi desarrollo personal como entrenador».
En los dos últimos años al frente de Australia, se volvió impopular entre los medios y el público que criticaban su plan de juego conservador, una baja efectividad del 60% y 3 victorias contra 15 de los All Blacks.
Según el periodista deportivo Gregor Paul, también hubo: «una frustración generalizada por la negativa de Deans a hacer las paces con Quade Cooper y darle la bienvenida nuevamente a la selección después de demostrar que era el mejor apertura de Australia durante el Súper Rugby 2013».
Luego de la Gira de los Leones Británico-Irlandeses 2013, que terminó con una histórica derrota contra los Leones y un marcador récord de 41–16 en la prueba decisiva, Deans renunció. Durante su mandato de seis años, entrenó a los Wallabies en 74 pruebas (fueron 43 victorias, 29 derrotas y dos empates), venció solo tres veces a los All Blacks y nueve de 14 a los Springboks (buen récord). Su mayor legado fue ganar el Torneo de las Tres Naciones 2011 y obtener el tercer puesto en la copa mundial de 2011.

### Saitama Wild Knights
En abril de 2014 fue anunciado como el nuevo entrenador en jefe de los Saitama Wild Knights, reemplazando a Norifumi Nakajima. Desde entonces dirige en la Japan Rugby League One y la ha ganado cuatro veces.
En junio de 2017 se lo anunció como entrenador de los Barbarians para el partido contra Nueva Zelanda, que fue caída 22–31 en el Estadio de Twickenham. Entre las figuras que convocó estuvieron el australiano Sam Carter, el sudafricano Kwagga Smith y los neozelandeses Richie Mo'unga y Julian Savea.

## Palmarés
- Campeón de The Rugby Championship de 2011.
- Campeón de la Copa Bledisloe de 1984.
- Campeón del Súper Rugby de 2000, 2002, 2005, 2006 y 2008.
- Campeón de la Japan Rugby League One de 2015, 2016, 2021 y 2022.
- Campeón de la National Provincial Championship de 1983, 1997, 2001 y 2004.

| Predecesor: John Connolly | Entrenador de Australia 2007 − 2013 | Sucesor: Ewen McKenzie |